# No, no, no
«No, no, no» es el sexto sencillo del álbum de Thalía El sexto sentido, que aparece en su reedición. La canción presenta a Romeo Santos en ese entonces del grupo latino Aventura. Fue escrita por Romeo Santos, y producida por Archie Peña.

## Video musical
El video musical fue filmado en Nueva York, y estrenado oficialmente el 13 de julio del 2006. Actualmente el video cuenta con más de 169 millones de visitas.

## Versiones oficiales
1. No, No, No (Álbum Versión)
2. No, No, No (DJ Edson Re+Loaded Club Mix)
3. No, No, No (DJ Edson Re+Loaded Dub)
4. No, No, No (DJ Edson Re+Loaded Radio Edit)
5. No, No, No (Versión Grupero)
6. No, No, No (Reggaeton Mix)
7. No, No, No (Versión instrumental)

## Posicionamiento
| Listas (2006)                                 | Posición |
| --------------------------------------------- | -------- |
| U.S. Billboard Hot Latin Songs                | 4        |
| U.S. Billboard Latin Pop Songs                | 4        |
| U.S. Billboard Tropical Songs                 | 5        |
| U.S. Billboard Latin Rhythm Songs             | 24       |
| U.S. Billboard Bubbling Under Hot 100 Singles | 19       |
| U.S. Billboard Latin Regional Mexican Airplay | 37       |